# Watuurip
Watuurip is een bestuurslaag in het regentschap Banjarnegara van de provincie Midden-Java, Indonesië. Watuurip telt 1025 inwoners (volkstelling 2010).